# 埃吉迪奥·科森蒂诺
埃吉迪奥·科森蒂诺（義大利語：Egidio Cosentino，1927年4月21日—2020年11月15日），意大利男子曲棍球运动员。他曾代表意大利参加1952年夏季奥林匹克运动会曲棍球比赛，获得第十一名。